# Grypocentrus kasparyani
Grypocentrus kasparyani là một loài tò vò trong họ Ichneumonidae.